# Endotrichum aristatum
Endotrichum aristatum là một loài Rêu trong họ Pterobryaceae. Loài này được (Bosch & Sande Lac.) Hampe miêu tả khoa học đầu tiên năm 1876.